# Pepe Ortiz
José Luis Ortiz Peláez, conosciuto calcisticamente come Pepe Ortiz (Gijón, 19 marzo 1931 – Gijón, 17 gennaio 2001), è stato un calciatore spagnolo.

## Carriera
In attività giocava come attaccante o come ala. Ha giocato per tutta la sua carriera nello Sporting Gijón vincendo due campionati di Segunda División.

## Palmarès

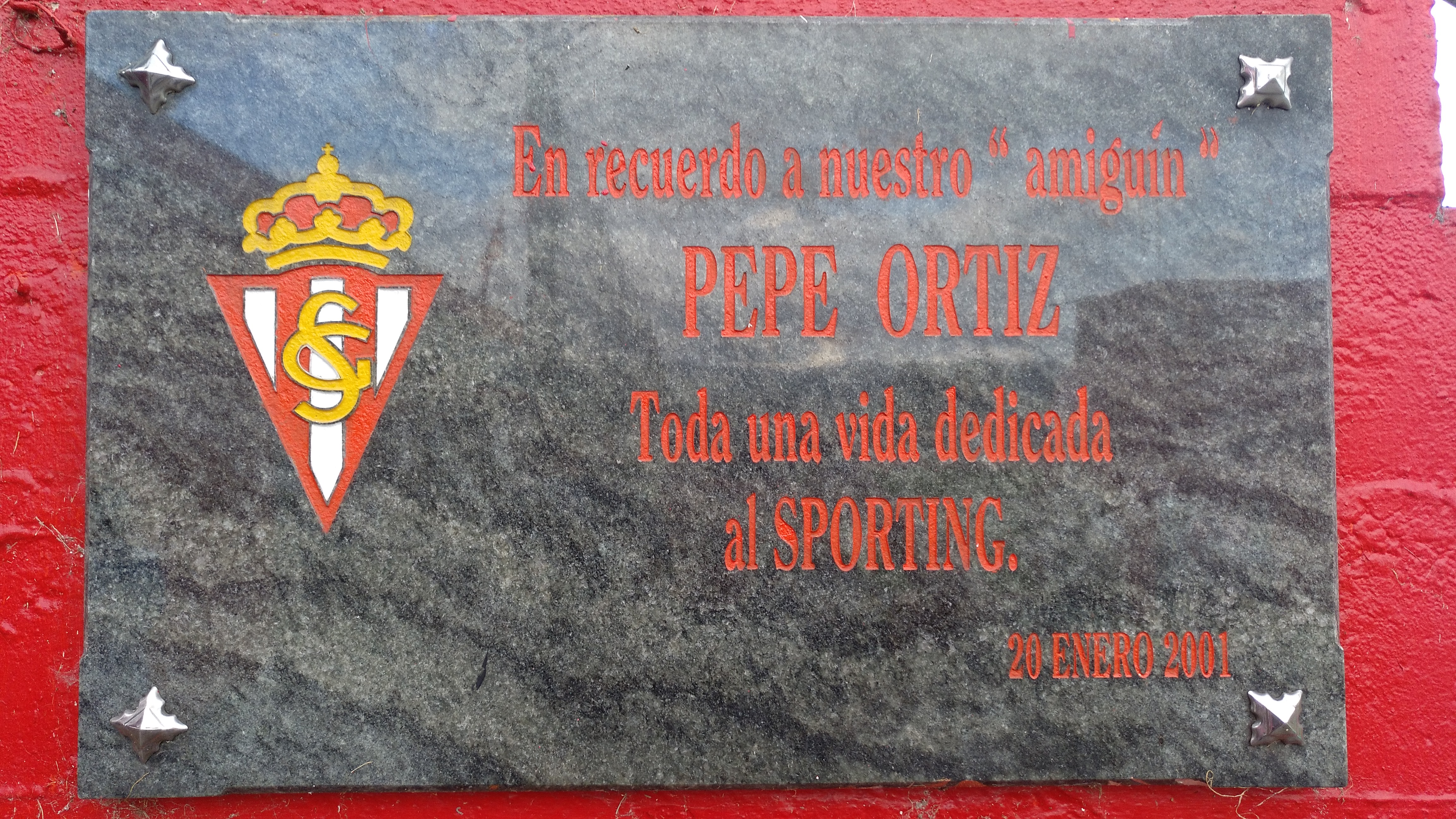
Targa commemorativa in onore di Pepe Ortiz

### Calciatore

#### Competizioni nazionali
- Segunda División (Spagna): 2

Sporting Gijón: 1950-1951, 1956-1957